# Karel Rüütli
Karel Rüütli (ur. 25 grudnia 1978 w Valdze) – estoński polityk, deputowany, były przewodniczący Estońskiego Związku Ludowego i jego klubu poselskiego, wiceprzewodniczący Partii Socjaldemokratycznej.

## Życiorys
W 1997 ukończył szkołę średnią w Valdze, w 2004 został absolwentem leśnictwa na Estońskim Uniwersytecie Agrokulturalnym. Pracował jako menedżer projektów w prywatnej spółce, później był doradcą ministra środowiska, Villu Reiljana. Zaangażował się w działalność Estońskiego Związku Ludowego, z jego ramienia od 2005 do 2007 zasiadał w radzie miejskiej Tartu. Delegowano go do rady związku miast estońskich. Wcześniej, w latach 2001–2003, stał na czele organizacji młodzieżowej ludowców.
W wyborach w 2007 uzyskał mandat posła do Riigikogu. W 2008 został wybrany na przewodniczącego Estońskiego Związku Ludowego. Jako lider tej partii dążył do połączenia sił z Partią Socjaldemokratyczną, jednak ostatecznie do SDE przystąpiła jedynie część członków ERL, w tym Karel Rüütli, który został wiceprzewodniczącym ugrupowania. W 2011 uzyskał reelekcję na XII kadencję estońskiego parlamentu.
Żyje w wolnym związku, ma dwóch synów.